# Dorceus albolunulatus
Dorceus albolunulatus är en spindelart som först beskrevs av Simon 1876.  Dorceus albolunulatus ingår i släktet Dorceus och familjen sammetsspindlar.
Artens utbredningsområde är Algeriet. Inga underarter finns listade i Catalogue of Life.